# Herbert Morrison (radiopresentator)

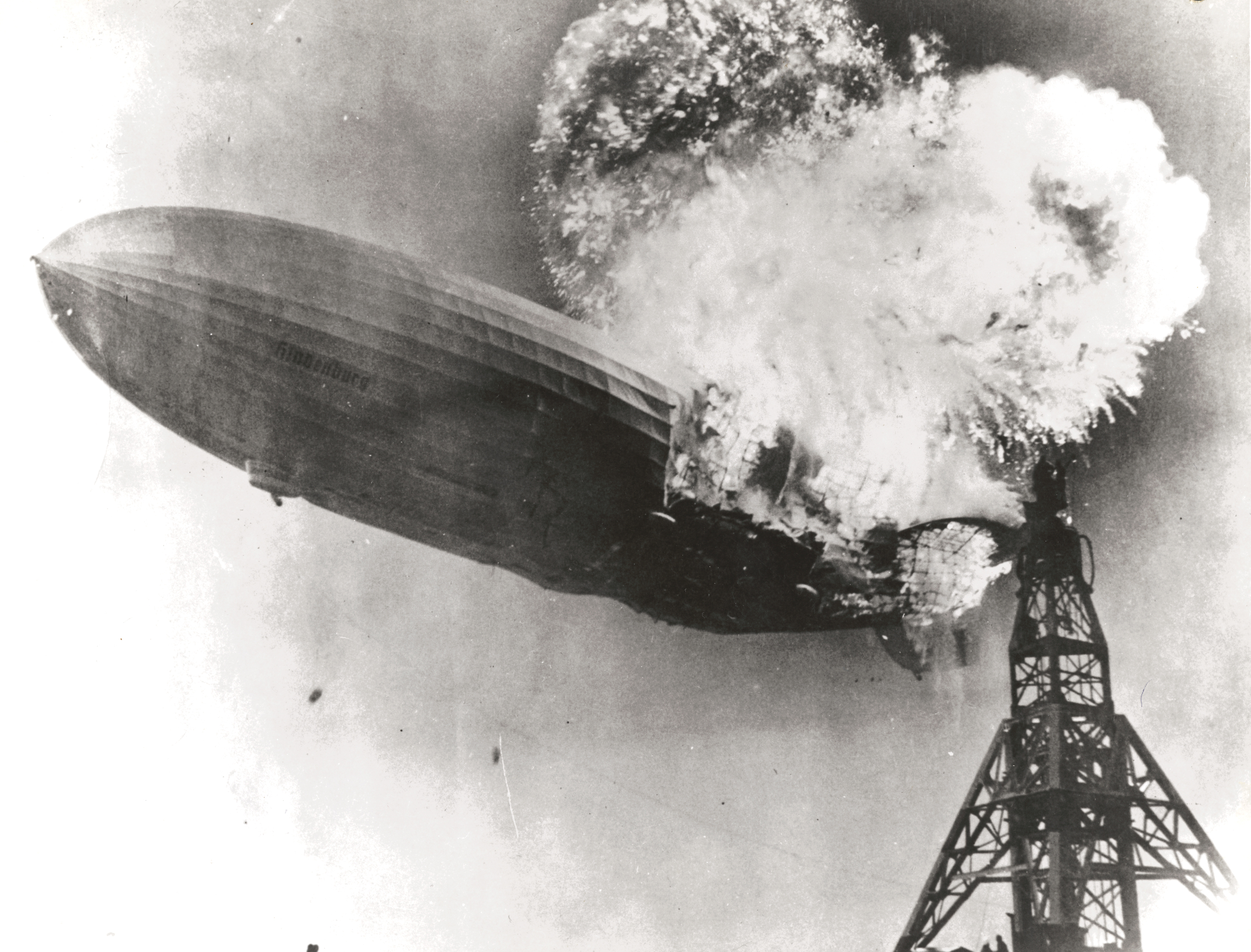
Hindenburg die in brand vloog

Herbert "Herb" Oglevee Morrison (Connellsville, 14 mei 1905 – Morgantown, 10 januari 1989) was een Amerikaans radioverslaggever die bekend is geworden door zijn dramatische verslag van de ramp met de Hindenburg, de zeppelin die tijdens de landing op de marineluchthaven Lakehurst in de Verenigde Staten op 6 mei 1937 in brand vloog. 
Als verslaggever voor radiozender WLS ging Morrison over de aankomst van de zeppelin berichten. In die tijd was het nog ongebruikelijk om live geluidsopnames te maken; toch namen Morrison en ingenieur Charlie Nehlsen hun verslag op. Wat begon als een gewoon verslag over de aankomst van de Hindenburg, werd al snel een dramatische live-opname van een grote ramp. Nehlsen bleef opnemen en Morrison bleef de gebeurtenissen beschrijven. De opname werd daarna per vliegtuig naar Chicago gestuurd. Ze werd diezelfde avond volledig afgespeeld. De dag erna werden delen ervan afgespeeld over het NBC Radio Network.